# Heudicourt (Eure)
Heudicourt es una comuna francesa situada en el departamento de Eure, en la región de Normandía. Tiene una población estimada, en 2020, de 736 habitantes.

## Demografía
| 830 | 790 | 760 | 746 | 745 | 762 | 765 | 780 | 807 | 777 | 732 | 673 | 614 | 623 | 590 | 581 | 507 | 480 | 450 | 438 | 437 | 369 | 362 | 347 | 347 | 381 | 397 | 428 | 441 | 389 | 392 | 519 | 535 | 736 |
| Para los censos de 1962 a 1999 la población legal corresponde a la población sin duplicidades (Fuente: INSEE [Consultar]) |     |     |     |     |     |     |     |     |     |     |     |     |     |     |     |     |     |     |     |     |     |     |     |     |     |     |     |     |     |     |     |     |     |

## Lugares y monumentos
- Iglesia de Saint-Sulpice, construida entre el siglo XIV y el siglo XVI, inscripta como monumento histórico
- Capilla Saint-Sauveur, del siglo XVI
- Castillo del siglo XVII, inscripto como monumento histórico